# Jean Joujou
Pour les articles homonymes, voir Joujou.
Jean Joujou, né le 14 juin 1879 à Aimargues et mort le 14 janvier 1961 dans la même commune, est un homme politique et militant anarchiste français.

## Biographie
Le 28 mars 1899, il est condamné à un mois de prison pour avoir frappé un brigadier lors d’une action contre le tirage au sort des conscrits,.
Il est élu maire d'Aimargues le 14 mai 1908. Ayant pris part à un mouvement de grève en 1910, il est suspendu de ses fonctions le 15 octobre 1910, avant d'être révoqué par décret du ministre de l'Intérieur Aristide Briand le 25 octobre 1910.
En 1911, il devient secrétaire adjoint du syndicat des travailleurs agricoles d'Aimargues.
Il redevient membre du conseil municipal avec l'élection du socialiste Louis Pioch en 1911. Il est élu adjoint.
En août 1914, il est inscrit au Carnet B du Gard comme « antimilitariste dangereux ».
En 1926, il devient membre du groupe anarchiste d'Aimargues mais le quitte l'année suivante.
Il repose au cimetière d'Aimargues.

### Famille
Il est cousin germain de Jean Jourdan dit Chocho,.